# Jim Oberstar

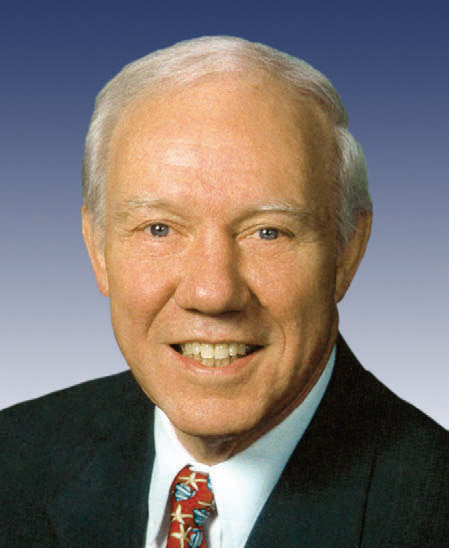
Jim Oberstar

James „Jim“ Louis Oberstar (* 10. September 1934 in Chisholm, Minnesota; † 3. Mai 2014 in Potomac, Maryland) war ein US-amerikanischer Politiker der Demokratischen Partei und von 1975 bis 2011 Mitglied des US-Repräsentantenhauses für Minnesota.

## Biografie

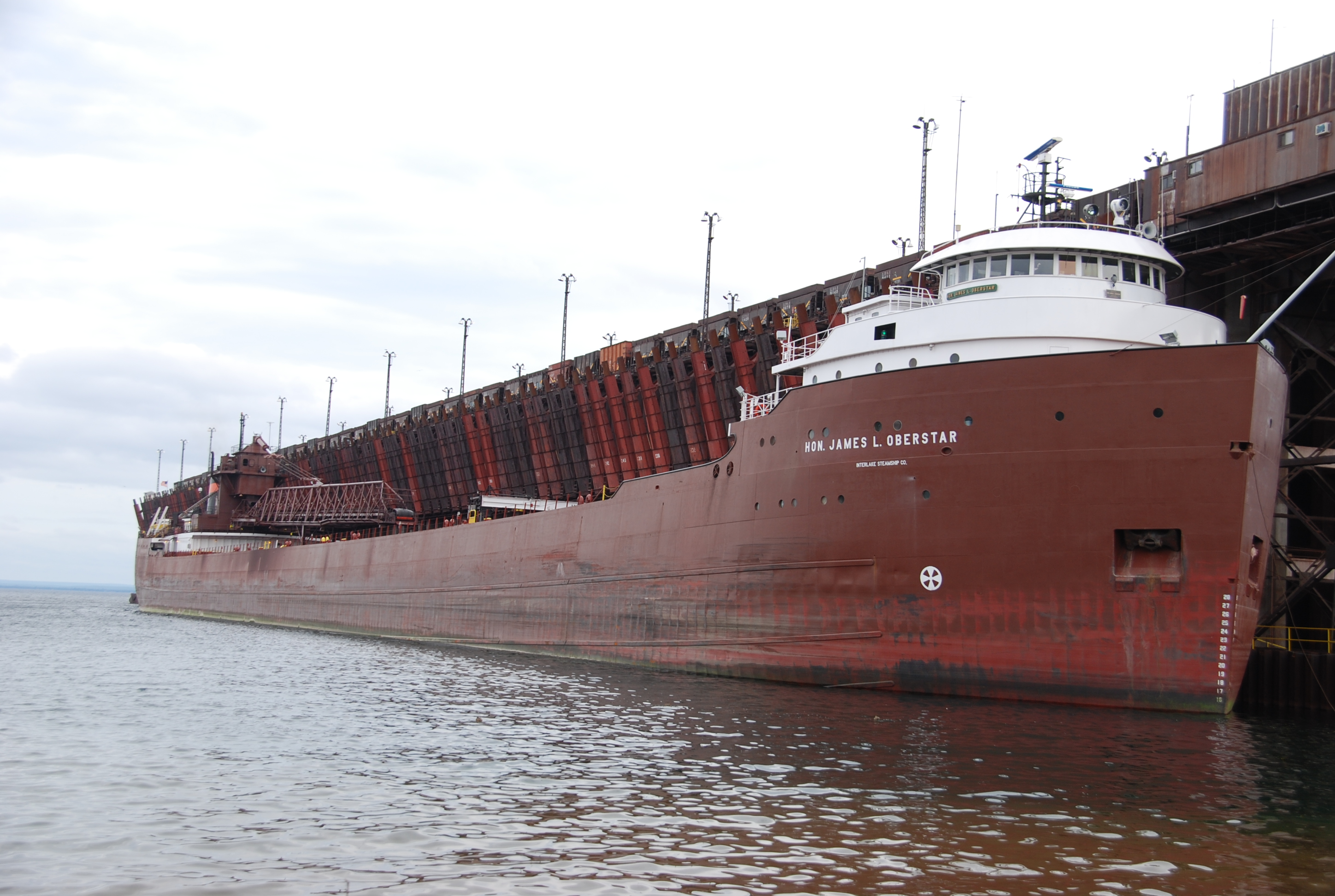
The Hon. James L. Oberstar

Nach dem Besuch der Chisholm High School studierte er von 1952 an am College of Saint Thomas in Saint Paul und erwarb dort 1956 einen Bachelor of Arts (B.A.). Ein anschließendes Postgraduiertenstudium am College of Europe in Brügge schloss er 1957 mit einem Master of Arts (M.A.) ab. Nach seiner Rückkehr in die USA war er von 1963 bis 1974 Mitarbeiter im Stab von John Blatnik, einem langjährigen demokratischen Kongressabgeordneten aus Minnesota. Zugleich war er von 1971 bis 1974 Verwaltungsdirektor (Administrator) des Ausschusses für Öffentliche Arbeiten (US House Committee on Public Works), als Blatnik dessen Vorsitzender war.
1974 wurde Oberstar als Nachfolger von Blatnik schließlich selbst zum Mitglied im US-Repräsentantenhaus gewählt und vertrat dort nach siebzehn Wiederwahlen vom 3. Januar 1975 bis 3. Januar 2011 den 8. Kongresswahlbezirk von Minnesota. Zuletzt war er zudem Vorsitzender des Ausschusses für Transport und Infrastruktur (US House Committee on Transportation and Infrastructure). In dieser Funktion brachte er auch einen später einstimmig angenommenen Gesetzentwurf zum Neubau der St. Anthony Falls (35W) Bridge als Ersatz der bisherigen eingestürzten Brücke ein.
Oberstar war darüber hinaus Mitglied der Lebensrechtsbewegung Democrats for Life of America.
Der Laker The Hon. James L. Oberstar der Interlake Steamship Company ist nach ihm benannt. 